# Hongshanornis longicresta
Hongshanornis longicresta je vyhynulý druh pravěkého ptáka. Jedná se pravděpodobně o nejbazálnější taxon skupiny Ornithurae. Žil ve spodní křídě před 125 miliony let, v čínské Jeholské biotě. Byl velký pouze kolem 8 cm, měl však poměrně dlouhé nohy, které pravděpodobně využíval při procházení mělčinami a bahnem, kde hledal potravu – drobné rybky a jiné vodní živočichy. Neměl zuby.
Jeho hmotnost pravděpodobně činila jen kolem 25 gramů.